# Le Thuit de l'Oison
Pour les articles homonymes, voir Thuit.
Le Thuit de l'Oison est, depuis le 1er janvier 2016, une commune nouvelle française située dans le département de l'Eure en Normandie, née de la fusion des trois communes du Thuit-Simer, du Thuit-Signol et du Thuit-Anger.

## Géographie

### Communes limitrophes
Le Thuit de l'Oison est délimitée par plusieurs communes, dont :
- Saint-Pierre-des-Fleurs ;
- La Saussaye ;
- Elbeuf ;
- Saint-Ouen-du-Tilleul ;
- Tourville-la-Campagne ;
- Bosroumois ;
- Grand Bourgtheroulde ;
- Saint-Pierre-du-Bosguérard ;
- Amfreville-Saint-Amand.

### Hydrographie
La commune est située dans le bassin Seine-Normandie. Elle est drainée par l'Oison et le fossé 03 de la commune de Bosguerard-de-Marcouville,,.
L'Oison, d'une longueur de 16 km, prend sa source dans la commune d'Amfreville-Saint-Amand et se jette  dans la Seine à Saint-Pierre-lès-Elbeuf, après avoir traversé neuf communes.

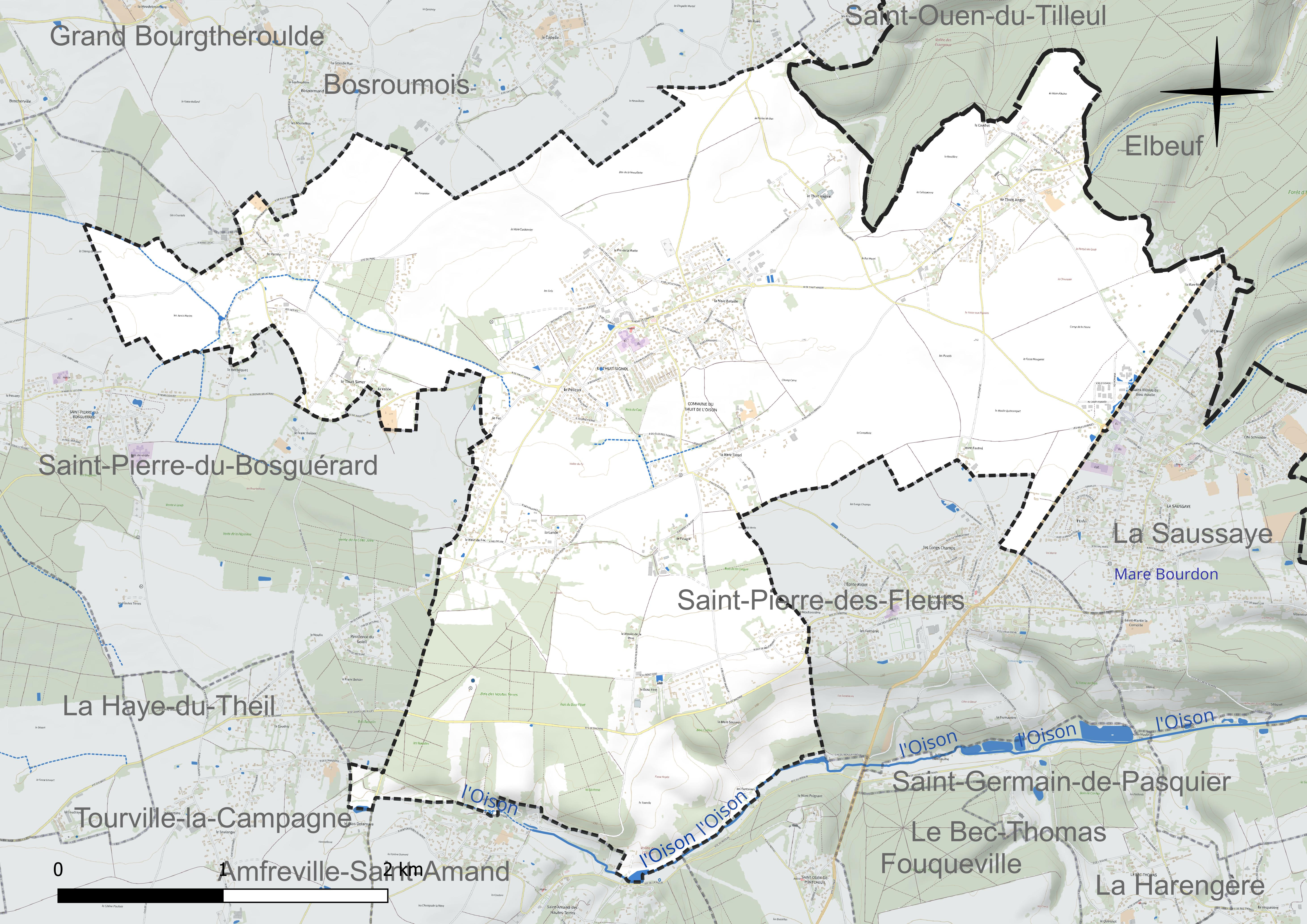
Réseau hydrographique du Thuit.

### Climat
Pour des articles plus généraux, voir Climat de la Normandie et Climat de l'Eure.
En 2010, le climat de la commune est de type climat océanique dégradé des plaines du Centre et du Nord, selon une étude du CNRS s'appuyant sur une série de données couvrant la période 1971-2000. En 2020, Météo-France publie une typologie des climats de la France métropolitaine dans laquelle la commune est exposée à un climat océanique et est dans la région climatique Côtes de la Manche orientale, caractérisée par un faible ensoleillement (1 550 h/an) ; forte humidité de l’air (plus de 20 h/jour avec humidité relative > 80 % en hiver), vents forts fréquents. Parallèlement le GIEC normand, un groupe régional d’experts sur le climat, différencie quant à lui, dans une étude de 2020, trois grands types de climats pour la région Normandie, nuancés à une échelle plus fine par les facteurs géographiques locaux. La commune est, selon ce zonage, exposée à un « climat contrasté des collines », correspondant au Pays d’Auge, Lieuvin et Roumois, moins directement soumis aux flux océaniques et connaissant toutefois des précipitations assez marquées en raison des reliefs collinaires qui favorisent leur formation.
Pour la période 1971-2000, la température annuelle moyenne est de 10,4 °C, avec  une amplitude thermique annuelle de 14,2 °C. Le cumul annuel moyen de précipitations est de 780 mm, avec 12,5 jours de précipitations en janvier et 8,4 jours en juillet. Pour la période 1991-2020, la température moyenne annuelle observée sur la station météorologique la plus proche, située sur la commune de Louviers à 17 km à vol d'oiseau, est de 11,8 °C et le cumul annuel moyen de précipitations est de 719,5 mm,. Pour l'avenir, les paramètres climatiques de la commune estimés pour 2050 selon différents scénarios d’émission de gaz à effet de serre sont consultables sur un site dédié publié par Météo-France en novembre 2022.

## Urbanisme

### Typologie
Au 1er janvier 2024, Le Thuit de l'Oison est catégorisée bourg rural, selon la nouvelle grille communale de densité à 7 niveaux définie par l'Insee en 2022.
Elle appartient à l'unité urbaine du Le Thuit de l'Oison, une unité urbaine monocommunale constituant une ville isolée,. Par ailleurs la commune fait partie de l'aire d'attraction de Rouen, dont elle est une commune de la couronne,. Cette aire, qui regroupe 317 communes, est catégorisée dans les aires de 200 000 à moins de 700 000 habitants,.

## Toponymie
Le Thuit, toponyme commun aux trois anciennes localités qui composent la nouvelle commune depuis le 1er janvier 2016.
Thuit est un appellatif toponymique normand issu du vieux norrois thveit dans certains cas et du vieux danois thwēt dans d'autres et signifiant « essart » (terrain défriché).
L'Oison est la petite rivière qui coule dans le secteur des trois anciennes communes et qui se jette dans la Seine.

## Histoire
Plusieurs communes de la communauté de communes d'Amfreville-la-Campagne émettent le souhait de se rassembler dans une commune nouvelle. Ce projet de création d'une commune nouvelle est approuvé par les conseils municipaux des trois communes Le Thuit-Signol, Le Thuit-Anger et Le Thuit-Simer.
L'arrêté préfectoral du 4 décembre 2015 a officiellement créé la nouvelle commune pour une mise en place le 1er janvier 2016.

## Politique et administration

### Liste des maires
| Période      | Période  | Identité       | Étiquette | Qualité                                                                      |
| ------------ | -------- | -------------- | --------- | ---------------------------------------------------------------------------- |
| janvier 2016 | En cours | Gilbert Doubet | SE        | Ingénieur Maire du Thuit-Signol (2014 → 2015) Réélu pour le mandat 2020-2026 |

| Nom                     | Code Insee | Intercommunalité                     | Superficie (km2) | Population (dernière pop. légale) | Densité (hab./km2) |
| ----------------------- | ---------- | ------------------------------------ | ---------------- | --------------------------------- | ------------------ |
| Le Thuit-Signol (siège) | 27638      | Communauté de communes Roumois Seine | 9,81             | 2 273 (2013)                      | 232                |
| Le Thuit-Anger          | 27636      | Communauté de communes Roumois Seine | 3,03             | 644 (2013)                        | 213                |
| Le Thuit-Simer          | 27639      | Communauté de communes Roumois Seine | 2,74             | 458 (2013)                        | 167                |

## Population et société

### Démographie
À sa création, la commune compte 3 375 habitants, par addition des données de population légale publiées par l'Insee de Le Thuit-Signol (2 273 hab.), Le Thuit-Anger (644 hab.) et Le Thuit-Simer (458 hab.), pour l'année 2013.
L'évolution du nombre d'habitants est connue à travers les recensements de la population effectués dans la commune depuis sa création.

En 2022, la commune comptait 3 801 habitants, en évolution de +6,56 % par rapport à 2016 (Eure : −0,25 %, France hors Mayotte : +2,11 %).
| 2018  | 2022  |
| ----- | ----- |
| 3 670 | 3 801 |

## Culture locale et patrimoine

### Lieux et monuments
- Croix de cimetière du Thuit-Anger.

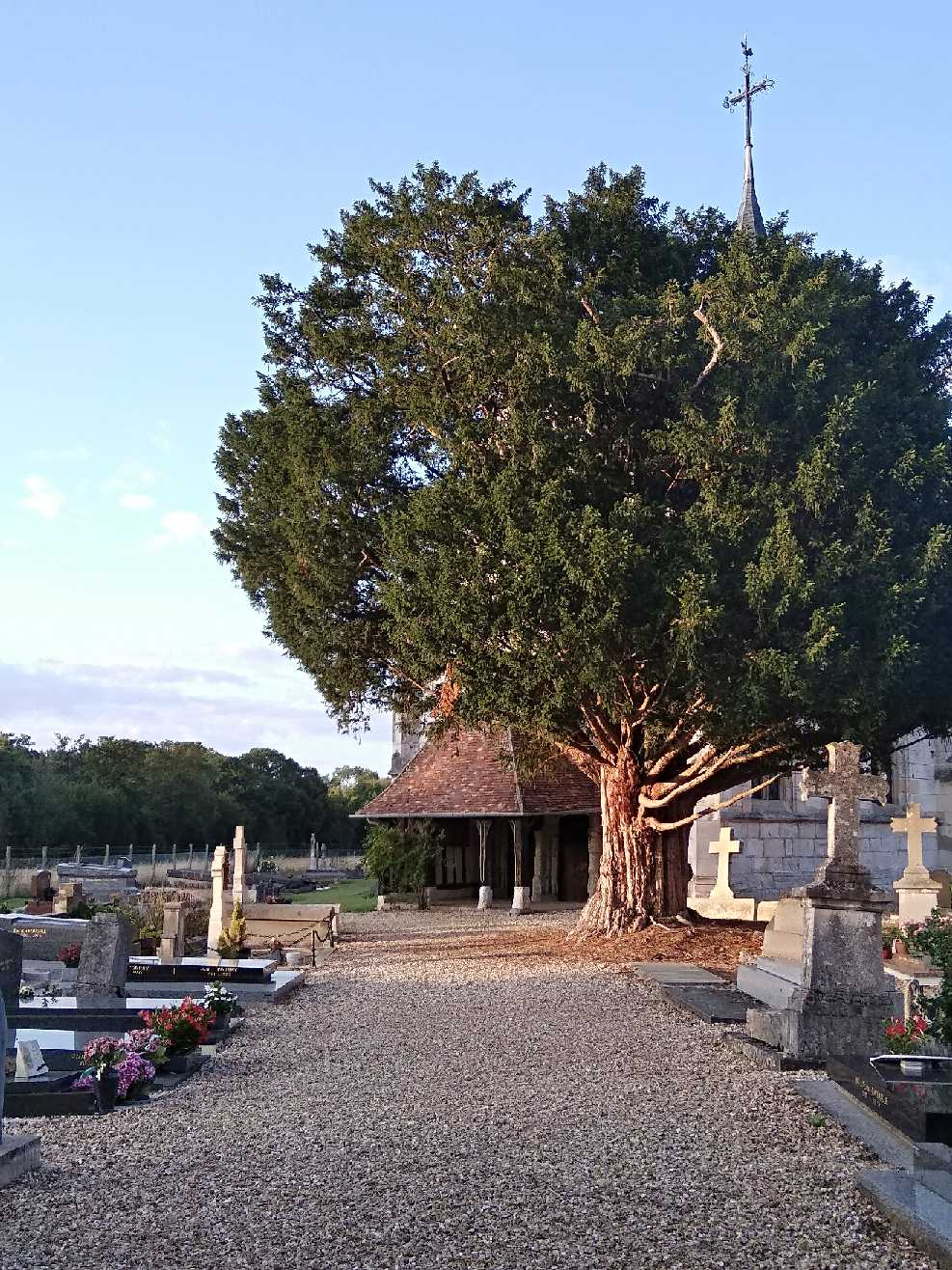
Cimetière (Thuit-Anger)

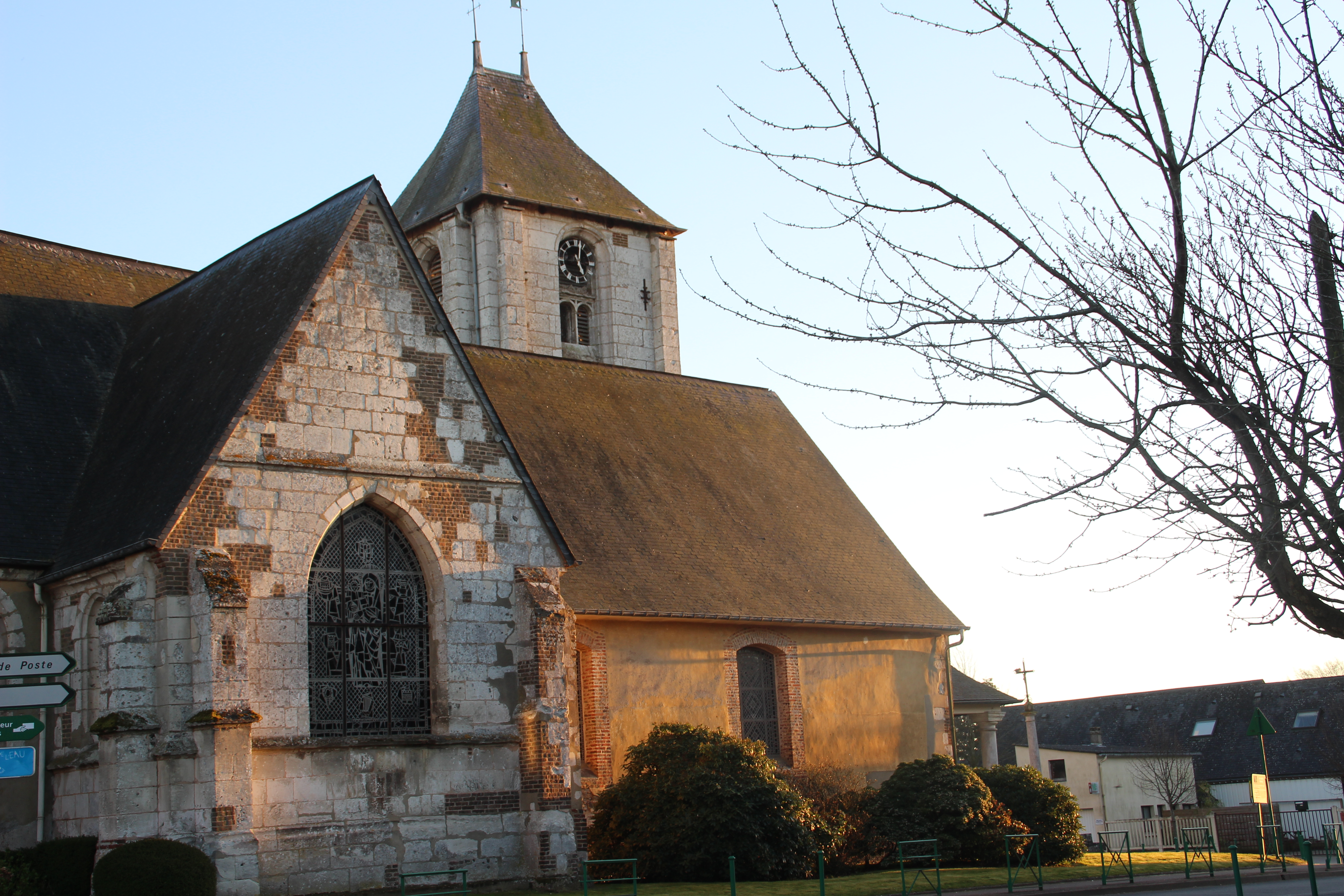
Église du Thuit-Signol.
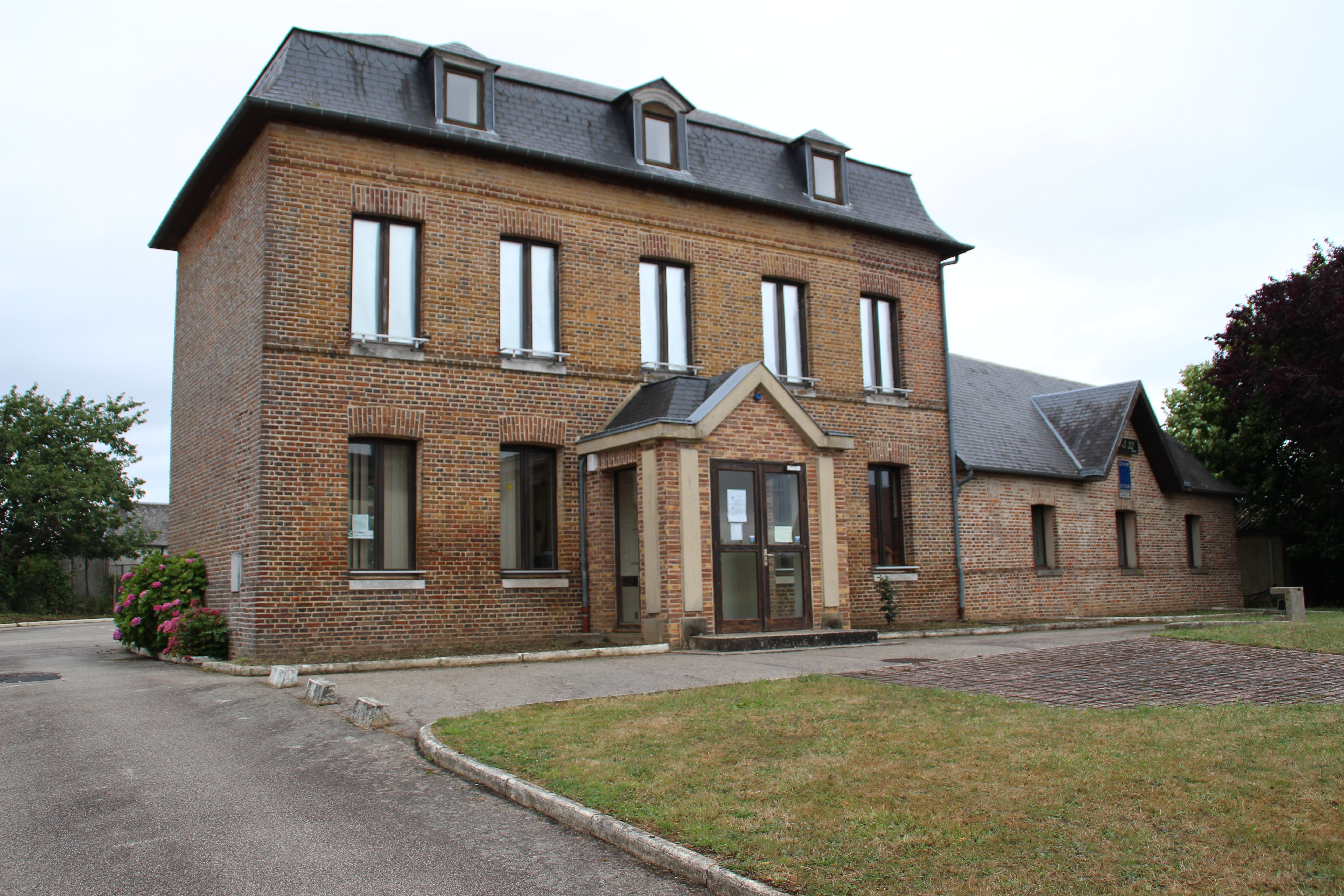
Ancienne mairie du Thuit-Signol.
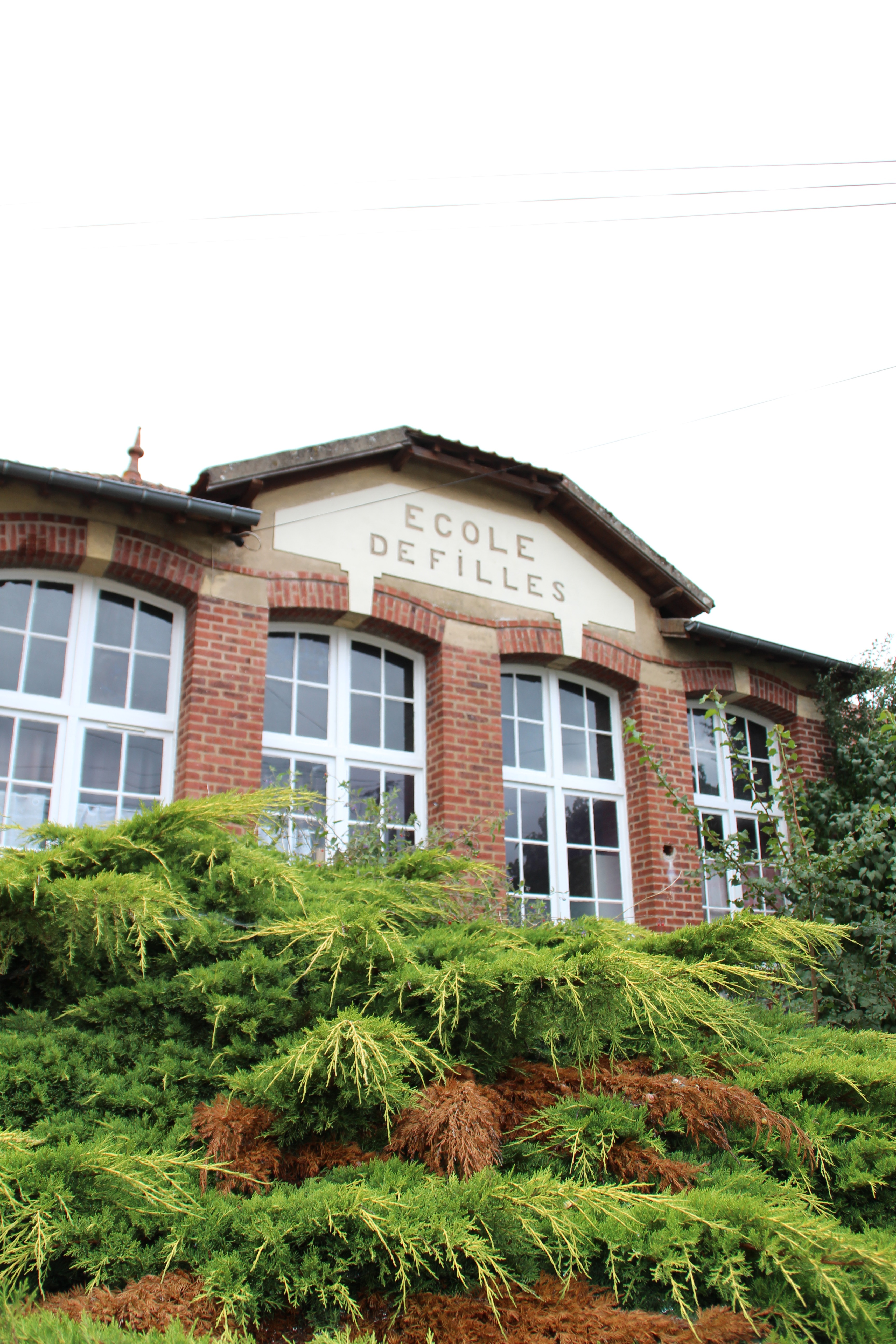
Ancienne école des filles du Thuit-Signol.
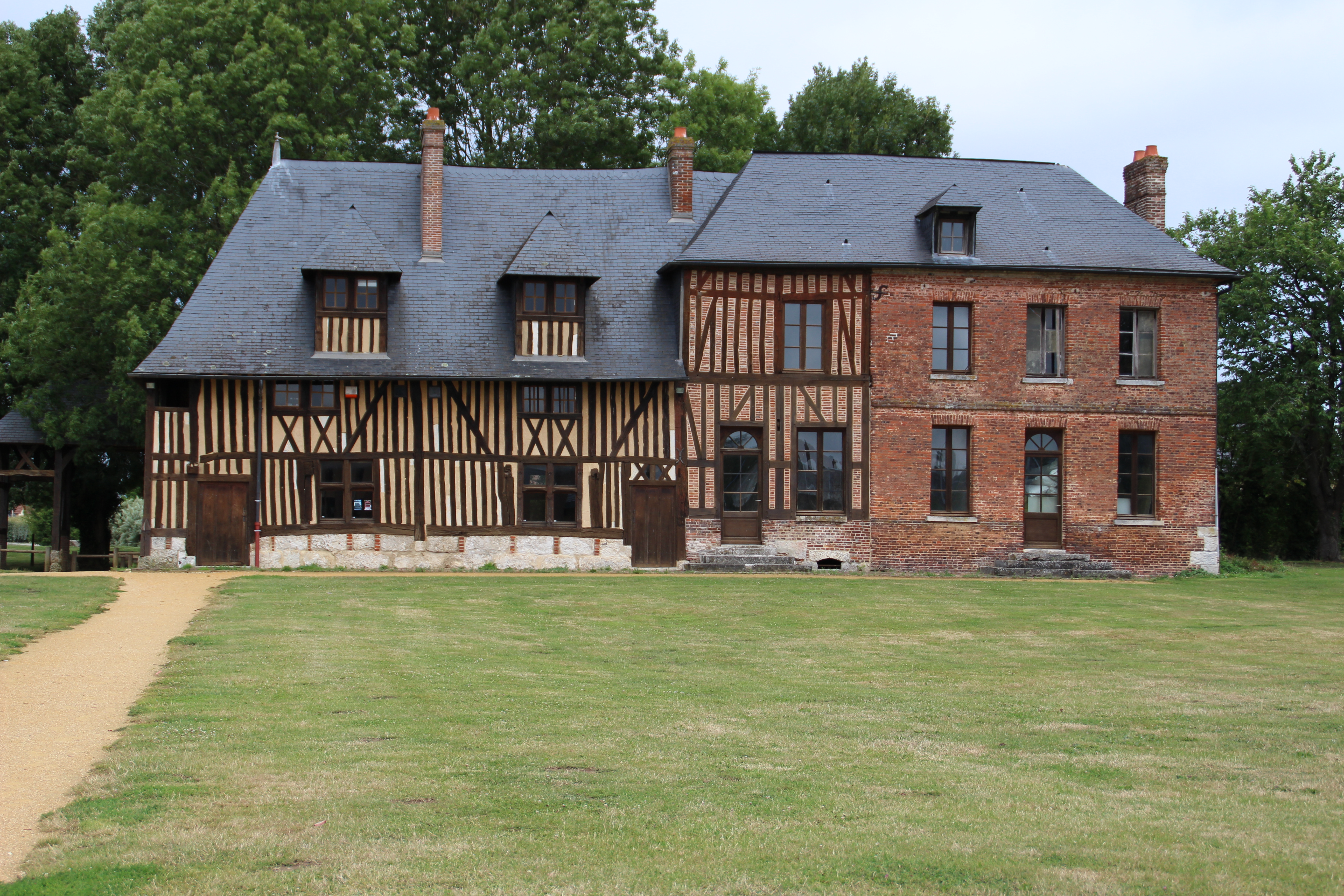
Manoir Dorival (Thuit-Signol).
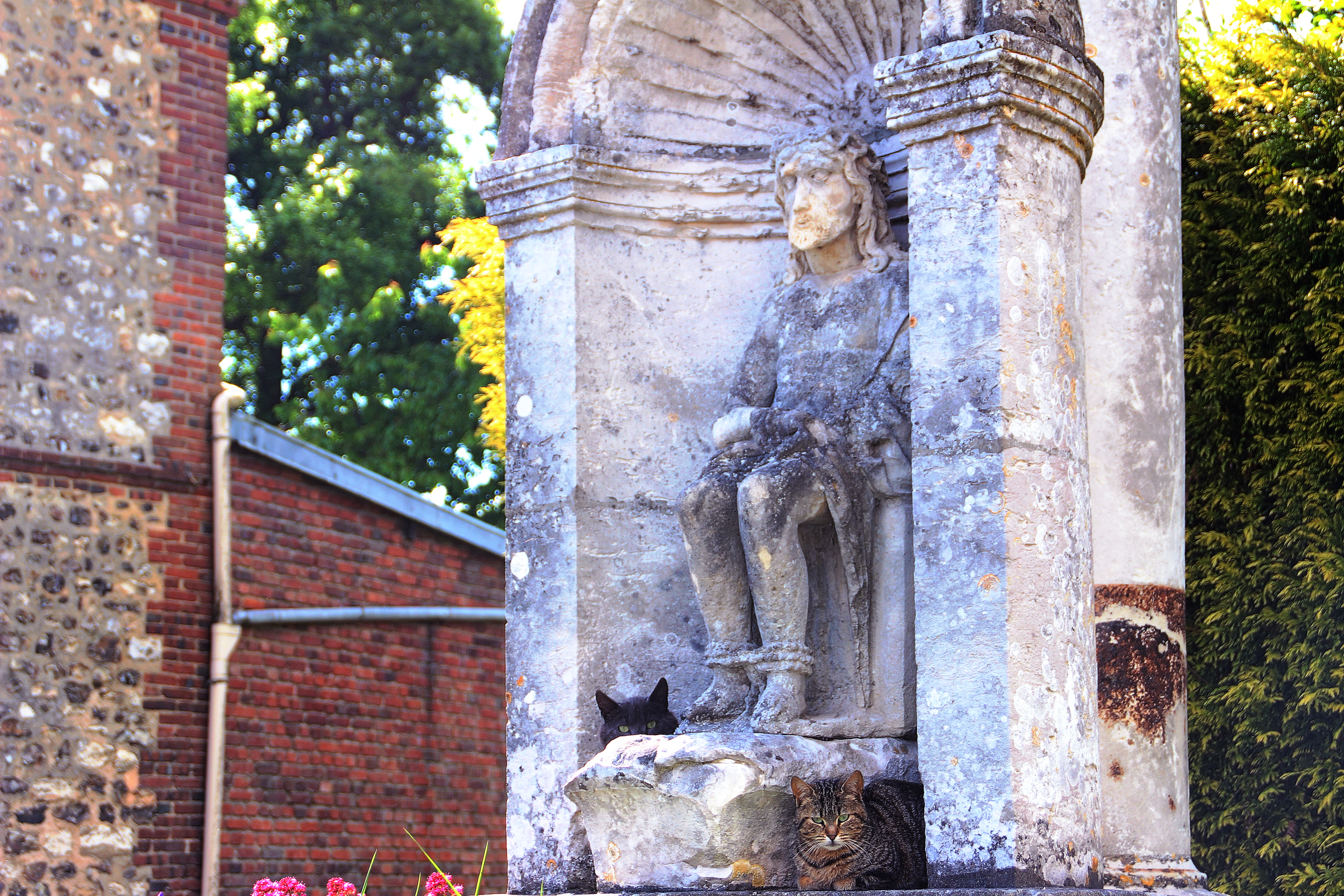
Calvaire (Thuit-Signol).

### Patrimoine naturel

#### Sites classés
- L'église du Thuit-Anger et son porche, le cimetière avec le calvaire, un if et le monument aux morts,  Site classé (1928)[22] ;
- L'if situé dans le cimetière du Thuit-Simer,  Site classé (1928)[23].